# Chiesa di San Michele Arcangelo (Sabbio Chiese)
La chiesa di San Michele Arcangelo è la parrocchiale di Sabbio Chiese, in provincia e diocesi di Brescia; fa parte della zona pastorale della Bassa Val Sabbia.

## Storia
Il primitivo luogo di culto fu fondato forse dai Longobardi, presso i quali godeva di particolare venerazione proprio san Michele; tuttavia, il primo documento che certifica la presenza di una chiesa risale al 1193 e riguarda una controversia tra i sabbiensi e i provagliesi.

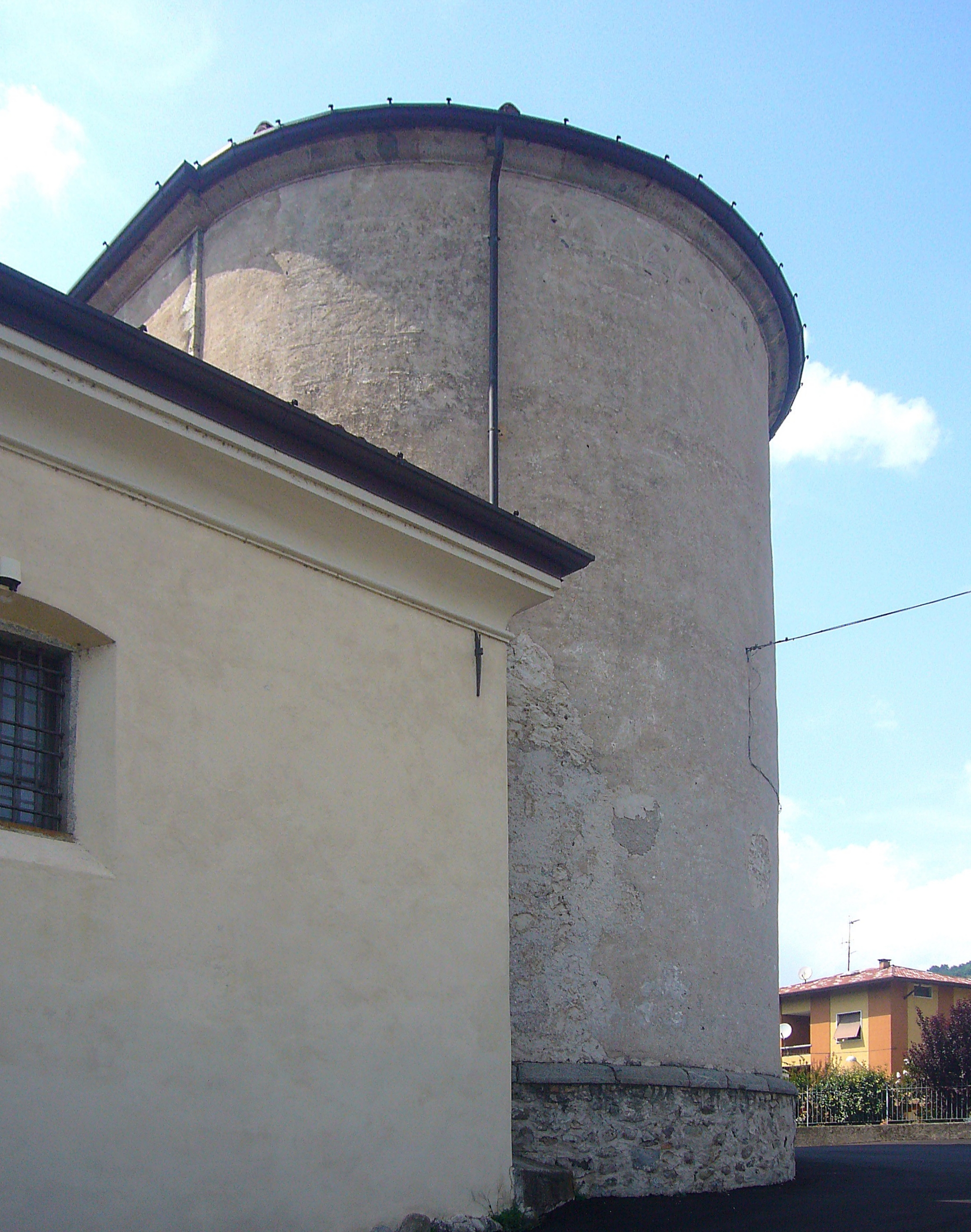
L'abside

La chiesa, già restaurata nel XIV secolo, venne ricostruita in forme più ampie nel Cinquecento; fu poi decorata da Paolo da Caylina.
Dalla relazione della visita pastorale del 1703 del vescovo di Brescia Marco Dolfin s'apprende che i fedeli ammontavano a 1004, che il parroco era coadiuvato da sette altri sacerdoti, che il reddito del beneficio era di circa 440 lire e che la parrocchiale di San Michele, in cui erano ospitati cinque altari, aveva come filiali le chiese della Beata Vergine Maria della Rocca, di San Giovanni Battista e di San Martino e gli oratori di Sant'Onofrio e di San Nicola da Tolentino.
Nel 1740 si procedette al rifacimento dell'abside e all'edificazione della sagrestia, mentre nel 1843 venne realizzato il portichetto sul lato nord.
L'apparato decorativo della chiesa fu rinnovato nel 1930 e nel 1952 il vescovo Giacinto Tredici impartì la consacrazione del luogo di culto.
In epoca postconciliare la parrocchiale venne adeguata alle nuove norme mediante l'aggiunta del nuovo altare rivolto verso l'assemblea; nel 1973 l'edificio fu interessato da un restauro che riguardò principalmente la copertura.
Il 14 aprile 1989, secondo quanto stabilito dal Direttorio diocesano per le zone pastorali, la chiesa passò dal vicariato di Preseglie, contestualmente soppresso, alla zona pastorale della Bassa Val Sabbia.

## Descrizione

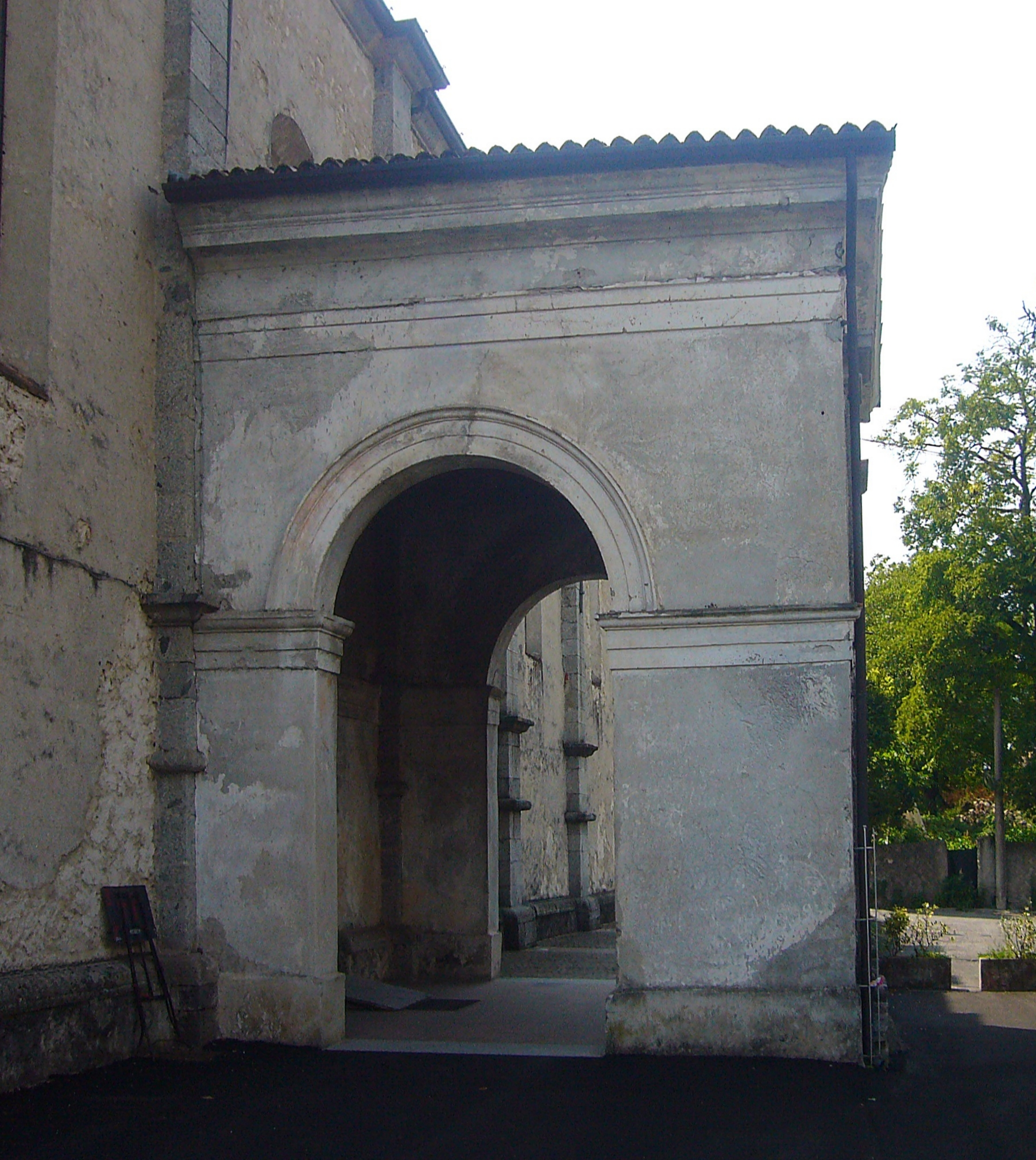
Il portichetto dell'ingresso laterale

### Esterno
La simmetrica facciata a capanna della chiesa, rivolta a occidente e caratterizzata dalla muratura decorata secondo motivi geometrici, presenta centralmente il portale d'ingresso a tutto sesto, affiancato da colonne con capitelli corinzi, e il rosone, mentre ai lati vi sono due paraste in pietra.
Annesso alla parrocchiale è il campanile a base quadrata, la cui cella presenta su ogni lato una monofora a sesto acuto ed è coperta dal tetto a quattro falde.

### Interno

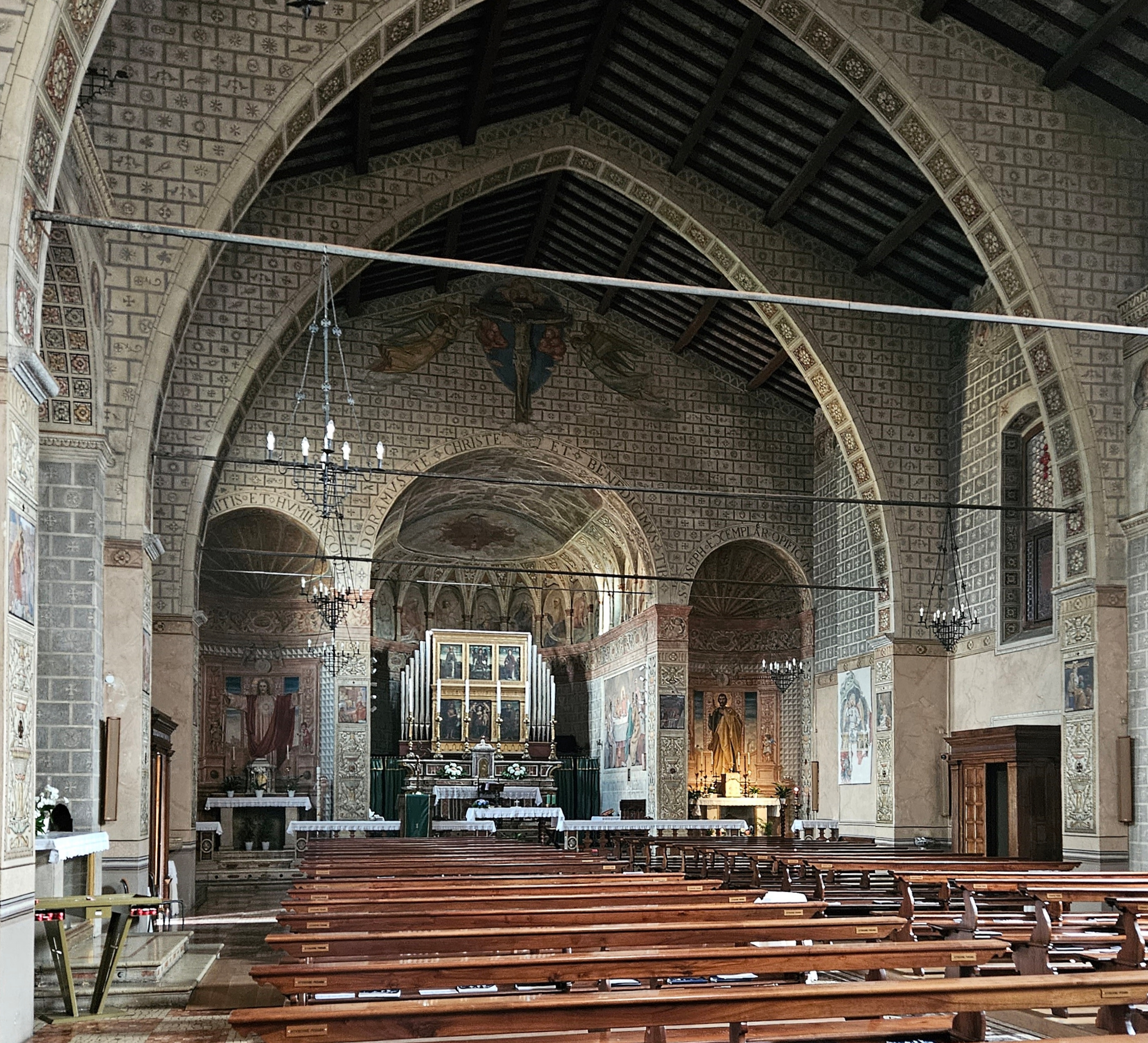
L'interno

L'interno dell'edificio si compone di un'unica ampia navata, sulla quale si affacciano le cappellette laterali con gli altari minori e le cui pareti sono scandite dai contrafforti sorreggenti i grandi archi a sesto acuto che sostengono il tetto; al termine dell'aula si sviluppano due cappelle absidate, il presbiterio, rialzato di alcuni gradini, delimitato da balaustre e chiuso dall'abside semicircolare, il cui catino è caratterizzato da archetti.
Qui sono conservate diverse opere di pregio, tra le quali l'organo, costruito dalla ditta Mascioni nel 1998, la pala con soggetto la Deposizione, attribuita a Johannes da Ulma, gli affreschi raffiguranti il Sacrificio di Melchisedech e l'Ultima Cena, eseguiti da Vittorio Trainini nel XX secolo, autore pure della Via Crucis, il polittico ritraente la Madonna col Bambino insieme ai santi Lorenzo, Michele, Giovanni Battista e Pietro, dipinto dal veronese Dionisio Brevio, la pala della Beata Vergine del Rosario, realizzata nel 1585 da Giovanni Battista Galeazzi, e alcune croci astili risalenti al Cinquecento.